# 神経伝達

前シナプス神経細胞（上）は神経伝達物質を放出する。この神経伝達物質は、近くの後シナプス細胞（下）の受容体を活性化する。

神経伝達（しんけいでんたつ、Neurotransmission）は、神経伝達物質と呼ばれるシグナル伝達分子が、ある神経細胞（シナプス前細胞）の軸索末端から放出され、ごく短い距離にある別の神経細胞（シナプス後細胞）の樹状突起上の受容体に結合し、反応する過程である。この過程における化学的および電気的活動には、Ca2+, Na+, K+といったイオンの濃度変化が関連している。
神経伝達は、さまざまな要因によって調節されている。例えば、神経伝達物質の可用性と合成速度、放出、シナプス後細胞のベースライン活動、神経伝達物質が結合できるシナプス後受容体の数、そしてその後の酵素による神経伝達物質の除去または不活性化、あるいはシナプス前再取り込みである。
閾値に達した活動電位または段階的な電位に応答して、神経伝達物質がシナプス前終末で放出される。放出された神経伝達物質はシナプス間隙を横切って移動し、シナプス後ニューロン(神経細胞)の受容体によって検出され結合する。神経伝達物質の結合は、シナプス後ニューロンに対して抑制性または興奮性のいずれかの様式で影響を及ぼしうる。シナプス後ニューロンの受容体への神経伝達物質の結合は、シナプス後電位と呼ばれる膜電位の変化のような短期的な変化、あるいはシグナル伝達カスケードの活性化による長期的な変化のいずれかを引き起こしうる。
神経細胞は、神経インパルス（活動電位）が伝達される複雑な生物学的ニューラルネットワークを形成している。神経細胞は（ギャップ結合を介した電気シナプスの場合を除き）互いに接触しておらず、代わりにシナプスと呼ばれる近接部位を介して相互作用する。活動電位がシナプスに到達すると、神経伝達物質の放出を引き起こし、それが別の（シナプス後）神経細胞に影響を与える。シナプス後ニューロンは、他の多くのニューロンから興奮性と抑制性の両方の入力を受け取ることができ、これらの影響は総和され、正味の効果が抑制性であればそのニューロンは活動電位を発生しにくくなり、正味の効果が興奮性であればしやすくなる。活動電位は「全か無かの法則」に基づいた現象であり、膜が閾値に達していないニューロンは発火せず、達したニューロンは必ず発火する。活動電位がいったん（伝統的に軸索小丘で）開始されると、それは軸索に沿って伝播し、前シナプスでの神経伝達物質の放出を引き起こし、さらに別の隣接するニューロンへと情報を伝達する。